# As-Salama
As-Salama (arab. السلامة) – miejscowość w Syrii, w muhafazie Aleppo. W 2004 roku liczyła 1408 mieszkańców.